# Бахтин (Харьковская область)
Бахтин (укр. Бахтин), село,
Гороховатский сельский совет,
Боровский район,
Харьковская область, Украина.
Код КОАТУУ — 6321081502. Население по переписи 2001 г. составляет 501 (233/268 м/ж) человек.

## Географическое положение
Село Бахтин находится на правом берегу Оскольского водохранилища (река Оскол).
Рядом с селом расположена балка Крутой Овраг.
Ниже по течению в 2-х км село Комаровка.
Выше по течению примыкает село Гороховатка, через которое проходит автомобильная дорога Т-2109.

## История
Бахтин возле Гороховатки появился уже в советские времена и изначально был лишь уголком Гороховатки, а уже значительно позже стал отдельным селом.

## Экономика
- В селе есть несколько молочно-товарных ферм.